# Narodowy Syndykat Przestępczy
Narodowy Syndykat lub Syndykat – „nowa mafia amerykańska”, nowa forma zorganizowanej przestępczości na terenie Stanów Zjednoczonych powstała po usunięciu „starej mafii amerykańskiej”, co stało się w roku 1931 po zakończeniu wojny castellammaryjskiej.
Stara mafia amerykańska utożsamiana była głównie z trzema „wąsatymi Piotrkami” – Giuseppem „Joem Bossem” Masserią i Salvatorem Maranzaną z Nowego Jorku, którzy zginęli w 1931 roku w wojnie castellammaryjskiej oraz Josephem Aiellą, szefem rodziny Aiello, bossem mafii chicagowskiej i rywalem Ala Capone'a.
Nową mafię amerykańską reprezentowali i stworzyli młodzi gangsterzy, tzw. Young Turks, wspólnie z przedstawicielami żydowskiego podziemia przestępczego.
Plany stworzenia „Syndykatu” zostały nakreślone podczas konferencji w Atlantic City, na której spotkali się przedstawiciele amerykańskiego świata przestępczego.
Twórcy Syndykatu dostrzegali korzyści płynące z połączenia i nawiązania ściślejszej współpracy pomiędzy rozproszonymi po całym terytorium Stanów Zjednoczonych wieloetnicznymi gangami. Aby ten plan się ziścił, należało zlikwidować opornych gangsterów (zarówno włoskich, żydowskich, jak i irlandzkich) – trwało to mniej więcej do roku 1935.
Narodowy Syndykat przewidywał m.in. podział na Pięć Rodzin nowojorskiego świata przestępczego i zniesienie stanowiska „szefa szefów” (wł. capo di tutti capi); powołano organ rządzący, tzw. Komisję Syndykatu.
Obecnie na terenie Stanów Zjednoczonych działa ok. 30 rodzin mafijnych (Nowy Jork, Chicago, New Jersey, Detroit, Floryda, Boston), które są kontynuatorami tamtych ustaleń.